# Priscilla Anne Wilkinson
Priscilla Anne Wilkinson (1768-1849 Woodstock, Oxfordshire) va ser l'esposa de l'economista anglès d'origen sefardita David Ricardo. Mentre que Priscilla era una cristiana quàquer, David Ricardo abandonà el judaisme i es convertí en un cristià unitarià. Els pares dels dos membres de la parella els condemnaren a l'ostracisme.
Van tenir tres fills: Osman, David Ricardo MP i Mortimer Ricardo